# آئوگوشتو دا کوستا
آئوگوشتو دا کوستا (پرتغالی: Augusto da Costa; ۲۲ اکتبر ۱۹۲۰ – ۱ مارس ۲۰۰۴) بازیکن فوتبال اهل برزیل بود.
از باشگاه‌هایی که در آن بازی کرده‌است می‌توان به باشگاه ورزشی واسکو دوگاما اشاره کرد.
وی همچنین در تیم ملی فوتبال برزیل بازی کرده‌است.